# Algeriet i olympiska sommarspelen 2008
Algeriet  i olympiska sommarspelen 2008 bestod av 62 idrottare som blivit uttagna av Algeriets olympiska kommitté.

## Badminton
- Huvudartikel: Badminton vid olympiska sommarspelen 2008
- Herrar

| Namn          | Gren   | 32-delsfinal | 16-delsfinal            | 8-delsfinal      | Kvartsfinal      | Semifinal        | Final            | Final            |
| Namn          | Gren   | Resultat     | Resultat                | Resultat         | Resultat         | Resultat         | Resultat         | Plats            |
| ------------- | ------ | ------------ | ----------------------- | ---------------- | ---------------- | ---------------- | ---------------- | ---------------- |
| Nabil Lasmari | Singel | Bye          | Gade (DEN) L 21-6, 21-4 | Gick inte vidare | Gick inte vidare | Gick inte vidare | Gick inte vidare | Gick inte vidare |

## Bordtennis
- Huvudartikel: Bordtennis vid olympiska sommarspelen 2008
- Herrar

| Idrottare            | Gren   | Grundomgång          | Omgång 1             | Omgång 2             | Omgång 3             | Omgång 4             | Kvartsfinal          | Semifinal            | Final                |
| Idrottare            | Gren   | Motståndare Resultat | Motståndare Resultat | Motståndare Resultat | Motståndare Resultat | Motståndare Resultat | Motståndare Resultat | Motståndare Resultat | Motståndare Resultat |
| -------------------- | ------ | -------------------- | -------------------- | -------------------- | -------------------- | -------------------- | -------------------- | -------------------- | -------------------- |
| Kourta Idir Abdallah | Singel | Henzell (AUS) L 4-1  | Gick inte vidare     | Gick inte vidare     | Gick inte vidare     | Gick inte vidare     | Gick inte vidare     | Gick inte vidare     | Gick inte vidare     |

## Boxning
- Huvudartikel: Boxning vid olympiska sommarspelen 2008

| Tävlande             | Viktklass     | Sextondelsfinal            | Åttondelsfinal                  | Kvartsfinal          | Semifinal            | Final                |
| Tävlande             | Viktklass     | Motståndare Resultat       | Motståndare Resultat            | Motståndare Resultat | Motståndare Resultat | Motståndare Resultat |
| -------------------- | ------------- | -------------------------- | ------------------------------- | -------------------- | -------------------- | -------------------- |
| Abdelhalim Ouradi    | Bantamvikt    | Nevin (IRL) L 9-4          | Gick inte vidare                | Gick inte vidare     | Gick inte vidare     | Gick inte vidare     |
| Abdelkader Chadi     | Fjädervikt    | Bye                        | Adi (THA) W 7-6                 | Kılıç (TUR) L 13-6   | Gick inte vidare     | Gick inte vidare     |
| Hamza Kramou         | Lättvikt      | Ugás (CUB) L 21-3          | Gick inte vidare                | Gick inte vidare     | Gick inte vidare     | Gick inte vidare     |
| Nabil Kassel         | Medelvikt     | Bye                        | Sutherland (IRL) L 21-14 (RSCH) | Gick inte vidare     | Gick inte vidare     | Gick inte vidare     |
| Abdelhafid Benchebla | Lätt tungvikt | Kumar (IND) W 23-3 (RSCOS) | Yasser (EGY) W 13-6             | Zhang (CHN) L 12-7   | Gick inte vidare     | Gick inte vidare     |
| Abdelaziz Touilbini  | Tungvikt      |                            | Wilder (USA) L 10-4             | Gick inte vidare     | Gick inte vidare     | Gick inte vidare     |
| Newfel Ouatah        | Supertungvikt |                            | Payares (VEN) W 7-5             | Glazkov (UKR) L 10-4 | Gick inte vidare     | Gick inte vidare     |

## Brottning
- Huvudartikel: Brottning vid olympiska sommarspelen 2008

Herrar
| Idrottare         | Klass                       | Kvalomgång           | Åttondelsfinal             | Kvartsfinal          | Semifinal            | Final                | Bronsomgång Runda 1  | Bronsomgång Runda 2  | Brongsmedalj- kamp   |                  |
| Idrottare         | Klass                       | Motståndare Resultat | Motståndare Resultat       | Motståndare Resultat | Motståndare Resultat | Motståndare Resultat | Motståndare Resultat | Motståndare Resultat | Motståndare Resultat |                  |
| ----------------- | --------------------------- | -------------------- | -------------------------- | -------------------- | -------------------- | -------------------- | -------------------- | -------------------- | -------------------- | ---------------- |
| Mohamed Serir     | Grekisk-romersk, lättvikt   | Bye                  | Kovalenko (RUS) L 6-0, 6-0 | Gick inte vidare     | Gick inte vidare     | Gick inte vidare     | Gick inte vidare     | Gick inte vidare     | Gick inte vidare     | Gick inte vidare |
| Messaoud Zeghdane | Grekisk-romersk, weltervikt | Bye                  | Schneider (GER) L 4-1, 4-0 | Gick inte vidare     | Gick inte vidare     | Gick inte vidare     | Gick inte vidare     | Gick inte vidare     | Gick inte vidare     | Gick inte vidare |
| Samir Bouguerra   | Grekisk-romersk, tungvikt   | Bye                  | Jiang (CHN) L 5-0, 3-0     | Gick inte vidare     | Gick inte vidare     | Gick inte vidare     | Gick inte vidare     | Gick inte vidare     | Gick inte vidare     | Gick inte vidare |

## Cykling
- Huvudartikel: Cykling vid olympiska sommarspelen 2008

### Landsväg
Herrar
| Cyklist         | Gren      | Tid    | Placering |
| --------------- | --------- | ------ | --------- |
| Hichem Chaabane | Linjelopp | Avbröt | Avbröt    |

## Friidrott
- Huvudartikel: Friidrott vid olympiska sommarspelen 2008

Förkortningar
- Noteringar – Placeringarna avser endast löparens eget heat
- Q = Kvalificerad till nästa omgång
- q = Kvalificerade sig till nästa omgång som den snabbaste idrottaren eller, i fältgrenarna, via placering utan att uppnå kvalgränsen.
- NR = Nationellt rekord
- N/A = Omgången ingick inte i grenen
- Bye = Idrottaren behövde inte delta i denna omgång

Herrar
Bana och landsväg
| Idrottare         | Gren           | Heat     | Heat      | Semifinal        | Semifinal        | Final            | Final            |
| Idrottare         | Gren           | Resultat | Placering | Resultat         | Placering        | Resultat         | Placering        |
| ----------------- | -------------- | -------- | --------- | ---------------- | ---------------- | ---------------- | ---------------- |
| Khoudir Aggoune   | 10 000 m       | i.u.     | i.u.      | i.u.             | i.u.             | DNS              | DNS              |
| Mohamed Ameur     | 20 km gång     | i.u.     | i.u.      | i.u.             | i.u.             | 1:32.21          | 48               |
| Tarek Boukensa    | 1 500 m        | 3:36,11  | 4 Q       | 3:39,73          | 8                | Gick inte vidare | Gick inte vidare |
| Kamel Boulahfane  | 1 500 m        | 3:45,59  | 11        | Gick inte vidare | Gick inte vidare | Gick inte vidare | Gick inte vidare |
| Nabil Madi        | 800 m          | 1:45,75  | 3 q       | 1:45,63          | 1 Q              | 1:45,96          | 7                |
| Rabia Makhloufi   | 3 000 m hinder | 8:29,74  | 8         | i.u.             | i.u.             | Gick inte vidare | Gick inte vidare |
| Nadjim Manseur    | 800 m          | 1:45,75  | 3 q       | 1:45,54          | 4 q              | 1:47,19          | 8                |
| Ali Saïdi-Sief    | 5 000 m        | 14:15,00 | 12        | i.u.             | i.u.             | Gick inte vidare | Gick inte vidare |
| Antar Zerguelaïne | 800 m          | DNS      | DNS       | Gick inte vidare | Gick inte vidare | Gick inte vidare | Gick inte vidare |
| Antar Zerguelaïne | 1 500 m        | 3:42,30  | 5 Q       | 3:40,64          | 11               | Gick inte vidare | Gick inte vidare |

Fältgrenar
| Idrottare  | Gren      | Kval    | Kval      | Final            | Final            |
| Idrottare  | Gren      | Distans | Placering | Distans          | Placering        |
| ---------- | --------- | ------- | --------- | ---------------- | ---------------- |
| Issam Nima | Längdhopp | DNS     | DNS       | Gick inte vidare | Gick inte vidare |

Damer
Bana & landsväg
| Idrottare       | Gren           | Heat     | Heat      | Final            | Final            |
| Idrottare       | Gren           | Resultat | Placering | Resultat         | Placering        |
| --------------- | -------------- | -------- | --------- | ---------------- | ---------------- |
| Souad Aït Salem | Maraton        | i.u.     | i.u.      | 2:28.29          | 9                |
| Widad Mendil    | 3 000 m hinder | 9:52,35  | 17        | Gick inte vidare | Gick inte vidare |
| Nahida Touhami  | 1 500 m        | 4:18,99  | 11        | Gick inte vidare | Gick inte vidare |

Fältgrenar
| Idrottare    | Gren    | Kval  | Kval      | Final            | Final            |
| Idrottare    | Gren    | Längd | Placering | Längd            | Placering        |
| ------------ | ------- | ----- | --------- | ---------------- | ---------------- |
| Baya Rahouli | Tresteg | 13,87 | 22        | Gick inte vidare | Gick inte vidare |

## Fäktning
- Huvudartikel: Fäktning vid olympiska sommarspelen 2008

Damer
| Idrottare        | Gren                  | Omgång 1              | Sextondelsfinal    | Åttondelsfinal    | Kvartsfinal       | Semifinal         | Final / BM        | Final / BM       |
| Idrottare        | Gren                  | Motståndare Poäng     | Motståndare Poäng  | Motståndare Poäng | Motståndare Poäng | Motståndare Poäng | Motståndare Poäng | Placering        |
| ---------------- | --------------------- | --------------------- | ------------------ | ----------------- | ----------------- | ----------------- | ----------------- | ---------------- |
| Nadia Bentaleb   | Värja, individuellt   | i.u.                  | Szász (HUN) L 4–15 | Gick inte vidare  | Gick inte vidare  | Gick inte vidare  | Gick inte vidare  | Gick inte vidare |
| Anissa Khelfaoui | Florett, individuellt | Thompson (USA) L 2–11 | Gick inte vidare   | Gick inte vidare  | Gick inte vidare  | Gick inte vidare  | Gick inte vidare  | Gick inte vidare |

## Judo
Herrar
| Idrottare       | Gren                    | Inledande omgång     | Sextondelsfinal             | Åttondelsfinal             | Kvartsfinal                  | Semifinal                    | Återkval 1                     | Återkval 2           | Återkval 3           | Final / BM                   | Final / BM       |
| Idrottare       | Gren                    | Motståndare Resultat | Motståndare Resultat        | Motståndare Resultat       | Motståndare Resultat         | Motståndare Resultat         | Motståndare Resultat           | Motståndare Resultat | Motståndare Resultat | Motståndare Resultat         | Placering        |
| --------------- | ----------------------- | -------------------- | --------------------------- | -------------------------- | ---------------------------- | ---------------------------- | ------------------------------ | -------------------- | -------------------- | ---------------------------- | ---------------- |
| Omar Rebahi     | Extra lättvikt (-60 kg) | BYE                  | Sobirov (UZB) L 0000–1001   | Gick inte vidare           | Gick inte vidare             | Gick inte vidare             | Gick inte vidare               | Gick inte vidare     | Gick inte vidare     | Gick inte vidare             | Gick inte vidare |
| Mounir Benamadi | Halv lättvikt (-66 kg)  | BYE                  | Brown (AUS) W 1010–0000     | Sharipov (UZB) L 0000–0001 | Gick inte vidare             | Gick inte vidare             | Gick inte vidare               | Gick inte vidare     | Gick inte vidare     | Gick inte vidare             | Gick inte vidare |
| Amar Meridja    | Lättvikt (-73 kg)       | i.u.                 | Siamionau (BLR) L 0010–0102 | Gick inte vidare           | Gick inte vidare             | Gick inte vidare             | Gick inte vidare               | Gick inte vidare     | Gick inte vidare     | Gick inte vidare             | Gick inte vidare |
| Amar Benikhlef  | Mellanvikt (-90 kg)     | i.u.                 | El Assri (MAR) W 0011–0001  | Alarza (ESP) W 1020–0001   | Aschwanden (SUI) W 0001–0000 | Dafreville (FRA) W 1000–0000 | BYE                            | BYE                  | BYE                  | Tsirekidze (GEO) L 0000–0001 | 2                |
| Hassane Azzoun  | Halv tungvikt (-100 kg) | i.u.                 | Miraliyev (AZE) L 0001–1000 | Gick inte vidare           | Gick inte vidare             | Gick inte vidare             | Zhorzholiani (GEO) L 0001–1001 | Gick inte vidare     | Gick inte vidare     | Gick inte vidare             | Gick inte vidare |

Damer
| Idrottare        | Gren                     | Sextondelsfinal           | Åttondelsfinal                 | Kvartsfinal               | Semifinal                 | Återkval 1                  | Återkval 2               | Återkval 3           | Final / BM                 | Final / BM       |                  |
| Idrottare        | Gren                     | Motståndare Resultat      | Motståndare Resultat           | Motståndare Resultat      | Motståndare Resultat      | Motståndare Resultat        | Motståndare Resultat     | Motståndare Resultat | Motståndare Resultat       | Placering        |                  |
| ---------------- | ------------------------ | ------------------------- | ------------------------------ | ------------------------- | ------------------------- | --------------------------- | ------------------------ | -------------------- | -------------------------- | ---------------- | ---------------- |
| Meriem Moussa    | Extra lättvikt (-48 kg)  | Ilendou (GAB) W 0011–0000 | Baschin (GER) L 0000–0101      | Gick inte vidare          | Gick inte vidare          | Gick inte vidare            | Gick inte vidare         | Gick inte vidare     | Gick inte vidare           | Gick inte vidare | Gick inte vidare |
| Soraya Haddad    | Halv lättvikt (-52 kg)   | Müller (LUX) W 0211–0000  | Diedhiou (SEN) W 0010–0001     | Kim K-O (KOR) W 0210–0001 | Xian Dm (CHN) L 0000–1001 | BYE                         | BYE                      | BYE                  | Kaliyeva (KAZ) W 0121–0010 | 3                |                  |
| Lila Latrous     | Lättvikt (-57 kg)        | Xu Y (CHN) L 0001–1001    | Gick inte vidare               | Gick inte vidare          | Gick inte vidare          | Koivumäki (FIN) L 0000–0001 | Gick inte vidare         | Gick inte vidare     | Gick inte vidare           | Gick inte vidare |                  |
| Kahina Saidi     | Halv mellanvikt (-63 kg) | Bezzina (MLT) W 0200–0000 | Willeboordse (NED) L 0001–1100 | Gick inte vidare          | Gick inte vidare          | Gick inte vidare            | Gick inte vidare         | Gick inte vidare     | Gick inte vidare           | Gick inte vidare |                  |
| Rachida Ouerdane | Mellanvikt (-70 kg)      | BYE                       | Bosch (NED) L 0010–0110        | Gick inte vidare          | Gick inte vidare          | Nasiga (FIJ) W 1001–0000    | Rousey (USA) L 0000–1001 | Gick inte vidare     | Gick inte vidare           | Gick inte vidare |                  |

## Rodd
Herrar
| Idrottare                      | Gren                    | Heat    | Heat      | Återkval | Återkval  | Kvartsfinal | Kvartsfinal | Semifinal | Semifinal | Final   | Final     | Final |
| Idrottare                      | Gren                    | Tid     | Placering | Tid      | Placering | Tid         | Placering   | Tid       | Placering | Tid     | Placering |       |
| ------------------------------ | ----------------------- | ------- | --------- | -------- | --------- | ----------- | ----------- | --------- | --------- | ------- | --------- | ----- |
| Chaouki Dries                  | Singelsculler           | 7:57,65 | 5 SE/F    | i.u.     | i.u.      | BYE         | BYE         | 7:34,84   | 3 FE      | 7:32,82 | 29        |       |
| Kamel Ait-Daoud Mohamed Garidi | Lättvikts-dubbelsculler | 6:43,94 | 5 R       | 7:05,73  | 6 SC/D    | i.u.        | i.u.        | 6:43,80   | 4 FD      | 6:47,44 | 19        |       |

## Simning
- Huvudartikel: Simning vid olympiska sommarspelen 2008

## Simhopp
- Huvudartikel: Simhopp vid olympiska sommarspelen 2008

## Skytte
- Huvudartikel: Skytte vid olympiska sommarspelen 2008

## Softboll
- Huvudartikel: Softboll vid olympiska sommarspelen 2008

## Taekwondo
- Huvudartikel: Taekwondo vid olympiska sommarspelen 2008

## Tennis
- Huvudartikel: Tennis vid olympiska sommarspelen 2008

## Triathlon
- Huvudartikel: Triathlon vid olympiska sommarspelen 2008

## Tyngdlyftning
- Huvudartikel: Tyngdlyftning vid olympiska sommarspelen 2008

## Vattenpolo
- Huvudartikel: Vattenpolo vid olympiska sommarspelen 2008

## Volleyboll
- Huvudartikel: Volleyboll vid olympiska sommarspelen 2008